# Resolutie 1881 Veiligheidsraad Verenigde Naties
Resolutie 1881 van de Veiligheidsraad van de Verenigde Naties werd unaniem door de VN-Veiligheidsraad aangenomen op 30 juli 2009 en verlengde de vredesmissie in Darfur.

## Achtergrond
Al in de jaren 1950 was het zwarte zuiden van Soedan in opstand gekomen tegen het overheersende Arabische noorden. De vondst van aardolie in het zuiden maakte het conflict er enkel maar moeilijker op. In 2002 kwam er een staakt-het-vuren en werden afspraken gemaakt over de verdeling van de olie-inkomsten. Verschillende rebellengroepen waren hiermee niet tevreden en in 2003 ontstond het conflict in Darfur tussen deze rebellen en de door de regering gesteunde janjaweed-milities. Die laatsten gingen over tot etnische zuiveringen en in de volgende jaren werden in Darfur grove mensenrechtenschendingen gepleegd waardoor miljoenen mensen op de vlucht sloegen.

## Inhoud

### Waarnemingen
Twee jaar na resolutie 1769 bleef de veiligheidssituatie in Darfur zeer ernstig en bleef de humanitaire situatie er achteruitgaan. De bevolking werd er constant aangevallen en alle mensenrechtenschendingen die in de regio plaatsgrepen werden nogmaals veroordeeld.
Men was voorts bezorgd om de oplopende spanningen met buurland Tsjaad en de rebellenactiviteiten in beide landen. Er werd ook betreurd dat bepaalde groepen weigerden deel te nemen aan het politieke proces.

### Handelingen
De vredesmissie UNAMID werd met 12 maanden verlengd, tot 31 juli 2010. De missie moest de bevolking in Darfur beschermen en zorgen dat hulpverlening mogelijk was. De Veiligheidsraad verwelkomde ook de verbeterde mederwerking van de Soedanese regering, veroordeelde opnieuw de aanvallen op de macht en eiste dat dat niet opnieuw gebeurde. Verder eiste ze dat de partijen het geweld in Darfur onmiddellijk beëindigden en herhaalde ze dat er geen militaire oplossing kon zijn voor het conflict daar. De partijen moesten ook zorgen dat de vluchtelingen konden terugkeren en dat de bevolking beschermd werd.

## Verwante resoluties
- Resolutie 1841 Veiligheidsraad Verenigde Naties (2008)
- Resolutie 1870 Veiligheidsraad Verenigde Naties
- Resolutie 1891 Veiligheidsraad Verenigde Naties
- Resolutie 1919 Veiligheidsraad Verenigde Naties (2010)

Lijst ·  1860 ·  1861 ·  1862 ·  1863 ·  1864 ·  1865 ·  1866 ·  1867 ·  1868 ·  1869 ·  1870 ·  1871 ·  1872 ·  1873 ·  1874 ·  1875 ·  1876 ·  1877 ·  1878 ·  1879 ·  1880 ·  1881 ·  1882 ·  1883 ·  1884 ·  1885 ·  1886 ·  1887 ·  1888 ·  1889 ·  1890 ·  1891 ·  1892 ·  1893 ·  1894 ·  1895 ·  1896 ·  1897 ·  1898 ·  1899 ·  1900 ·  1901 ·  1902 ·  1903 ·  1904 ·  1905 ·  1906 ·  1907